# Visconde de Monforte
Visconde de Monforte é um título nobiliárquico criado por D. Maria II de Portugal, por Decreto de 2 de Março de 1853, em favor de Luís Coutinho de Albergaria Freire.
Titulares
1. Luís Coutinho de Albergaria Freire, 1.º Visconde de Monforte.